# Zahra Mohamed Ahmad

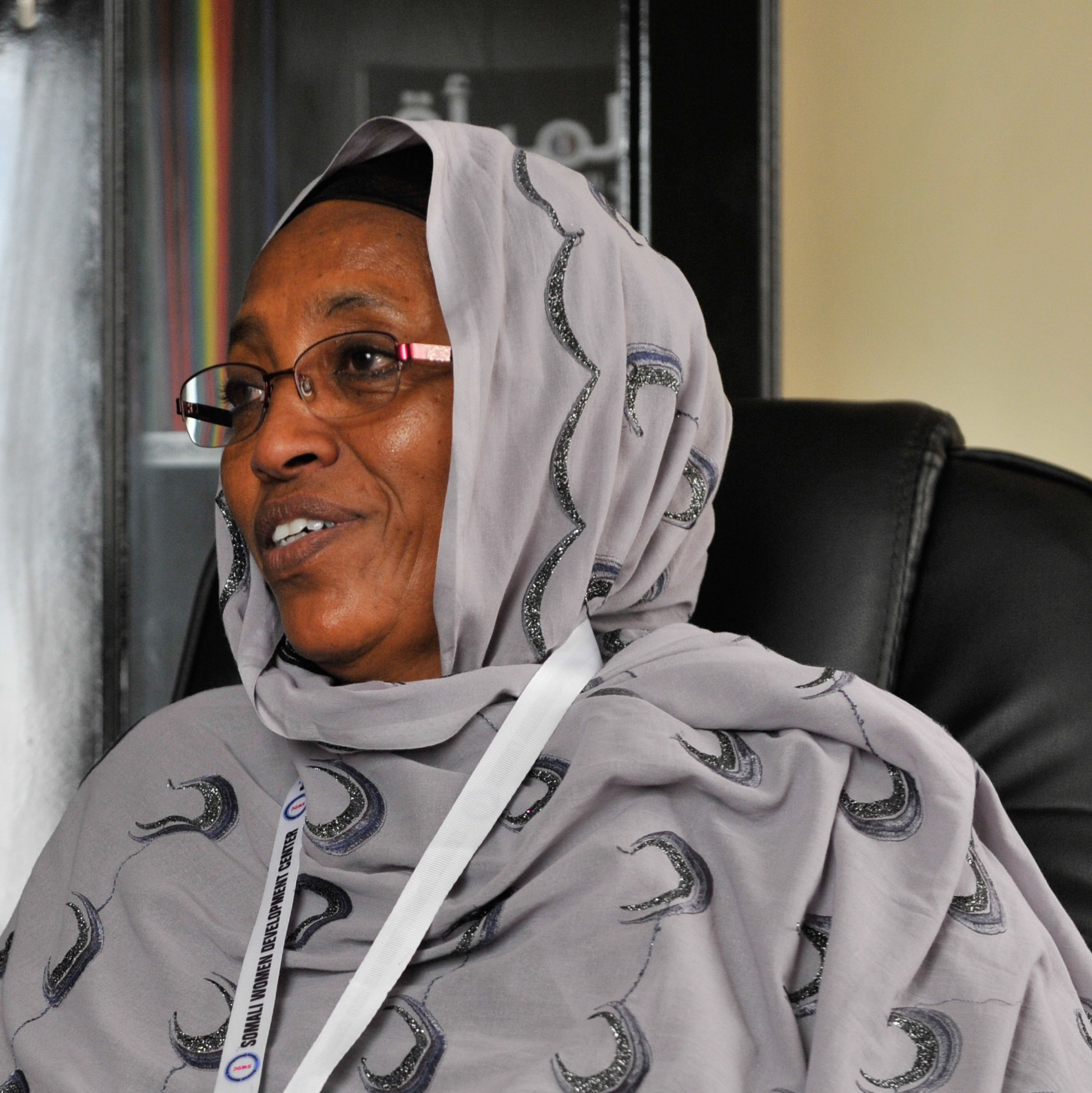
Zahra Mohamed Ahmad, 2015

Zahra Mohamed Ahmad (geboren 1952) ist eine somalische  Anwältin und Gründerin des Somali Women Development Centers. Die Frauenrechtlerin und Aktivistin gegen geschlechtsspezifische Gewalt wurde 2021 mit dem „International Women of Courage Award“ (IWOC) des Außenministeriums der Vereinigten Staaten ausgezeichnet.
Als dritte Somalierin erhielt Zahra Mohamed Ahmad den „International Women of Courage Award“. Unter den 14 ausgezeichneten Frauen des Jahres 2021 kamen mit Julienne Lusenge und Maximilienne Ngo Mbe zwei weitere Frauen aus Afrika. Der Preis wurde am 8. März 2021 von Außenminister Antony Blinken und Jill Biden verliehen. Die virtuelle Übergabe war durch die COVID-19-Pandemie bedingt.